# Lista de personagens de Papel Principal

Logotipo da telenovela.

A seguir apresenta-se a lista de personagens de Papel Principal (2023-2024), uma telenovela portuguesa criada por Ana Casaca e exibida pela SIC desde 25 de setembro de 2023.

## Elenco

### Elenco principal
| Ator/Atriz          | Personagem                                                             |
| ------------------- | ---------------------------------------------------------------------- |
| Carolina Carvalho   | Aurora Guerra / Aurora Silva (personagem fictícia de A Casa da Aurora) |
| Margarida Vila-Nova | Lúcia Rocha / Lisete Silva (personagem fictícia de A Casa dos Silva)   |
| Ângelo Rodrigues    | Frederico «Fred» Nascimento                                            |
| José Mata           | Paulo Peixoto                                                          |
| Mafalda Vilhena     | Irene Guerra                                                           |
| António Fonseca     | Júlio Guerra                                                           |
| Victoria Guerra     | Vera Nascimento                                                        |

### Elenco recorrente
| Ator/Atriz        | Personagem                                                                                    |
| ----------------- | --------------------------------------------------------------------------------------------- |
| Renato Godinho    | Miguel Castilho / Alex (personagem fictícia de A Casa da Aurora e A Casa dos Silva)           |
| Marco d'Almeida   | Ângelo Tavares                                                                                |
| Carolina Loureiro | Gabriela Santos                                                                               |
| Márcia Breia      | Fernanda Peixoto                                                                              |
| Melânia Gomes     | Daniela Teixeira / Bruna Silva (personagem fictícia de A Casa da Aurora e A Casa dos Silva)   |
| Noémia Costa      | Matilde Silvestre / Arlete Silva (personagem fictícia de A Casa da Aurora e A Casa dos Silva) |
| Carlos Areia      | Gustavo Silvestre                                                                             |
| Sandra Faleiro    | Marina Bezerro                                                                                |
| Pedro Lacerda     | Joel Bezerro                                                                                  |
| Patrícia Tavares  | Silvina Castilho / Henrique Divo (pseudônimo)                                                 |
| Diogo Martins     | Roberto Batista / Rui Silva (personagem fictícia de A Casa da Aurora e A Casa dos Silva)      |
| Isabela Valadeiro | Inês Freitas                                                                                  |
| Miguel Raposo     | Manuel Silvestre                                                                              |
| Sofia Arruda      | Denise Bezerro                                                                                |
| Igor Regalla      | Diego Caseiro                                                                                 |
| Vera Moura        | Telma «Donatela» Castanheiro                                                                  |
| João Arrais       | José Nuno «Zen» Bezerro                                                                       |
| Cleia Almeida     | Teresa Silvestre                                                                              |
| João Vicente      | Pedro Dinis                                                                                   |
| Diana Palmerston  | Rita Castilho                                                                                 |
| Beatriz Forjaz    | Alice Teixeira                                                                                |

### Participação especial
| Ator/Atriz        | Personagem      |
| ----------------- | --------------- |
| Joaquim Monchique | Marcelo Pimenta |

## Personagens principais

### Aurora Guerra
- Interpretada por Carolina Carvalho[4]
  - Versão jovem interpretada por Joana Cravo

Tem 34 anos e é atriz. É ingénua, boa pessoa, altruísta, sensível, protetora, apaixonada e lutadora. Sempre se convenceu de que a sua vocação era fazer rir os outros, mas isso afinal é o que todos esperam dela… Não o que ela sente ou quer. Aurora cresceu sabendo que teria de cumprir o sonho da mãe Irene: ser atriz. Estreou-se como atriz na série Os Eleitos, onde interpretou Diana Pais. O mérito e o carisma tornaram-na a maior atriz de comédia de Portugal. Quando Lúcia se tornar o seu braço direito e confidente, vai descobrir que os pais a roubaram a vida inteira e transformar-se numa mulher aguerrida. Só não imagina é que se libertou das garras dos pais apenas para cair no engodo de Lúcia, a mulher que lhe quer roubar a vida e a fama.
Aurora interpreta a personagem fictícia Aurora Silva em A Casa da Aurora.

### Lúcia Rocha
- Interpretada por Margarida Vila-Nova[5][6]
  - Versão jovem interpretada por Ana Lopes

Tem 35 anos e é assistente pessoal de Aurora. É uma mulher revoltada, cínica, mentirosa, inteligente, sensível e rancorosa. Adora jogar monopólio e é invencível naquele jogo de tabuleiro. Filha de pais negligentes, Lúcia é uma sobrevivente que sempre viveu entregue a si mesma. Forte e determinada, desde pequena, o seu maior sonho é ser atriz. Irene, a mãe de Aurora, não só lhe rouba esse sonho, como ainda a deixa com uma incapacidade física para a vida. Ainda no hospital, é abandonada pela mãe e é Fernanda, avó de Paulo, que a acolhe. Paulo e Lúcia crescem inseparáveis. Por mais anos que passem, ela continua a culpar Aurora por tudo o que lhe aconteceu na vida e não há dia que não pense nela. Chegou a hora de se vingar de Aurora e conta com Paulo para isso.
Lúcia interpretou a personagem fictícia Lisete Silva em A Casa da Aurora. Apesar de Lúcia ter feito gravações para a personagem, não chegou a aparecer nos ecrãs devido à decisão de Aurora de a afastar da série para não prejudicar Daniela. Posteriormente, com a saída de Aurora do elenco, originou o fim da série para ter uma continuação (denominada de A Casa dos Silva), com a personagem Lisete a ser reaproveitada para substituir Aurora.

### Frederico «Fred» Nascimento
- Interpretado por Ângelo Rodrigues[9]
  - Versão jovem interpretada por João Bettencourt

Tem 35 anos e é instrutor de boxe e empresário da ‘Ponto Sem Nó’. É obstinado, altruísta, trabalhador, leal, apaixonado e tem um bom caráter. Foi o primeiro amor de Aurora na ficção e na vida real. Estreou-se como ator na série Os Eleitos, onde interpretou Ivo Pinto. No final da primeira temporada da série que protagoniza foi viver para os Estados Unidos, formou-se em Economia, mas foi no boxe que encontrou o seu escape. É atualmente casado com Vera, mas nunca esqueceu Aurora. Regressa a Portugal para salvar o negócio dos pais, revitalizar a Associação do Bairro Horizonte e encontrará em Ângelo um grande rival.

### Paulo Peixoto
- Interpretado por José Mata[4]
  - Versão jovem interpretada por Ivo Arroja

Tem 35 anos e é agente de Aurora. Protetor daqueles que gosta, extrovertido, desenrascado, aventureiro, manipulador, corajoso, desenrascado e com lábia para dar e vender, Paulo faz tudo pelas duas mulheres da sua vida: a sua avó Fernanda, quem o criou, e Lúcia, a sua melhor amiga e parceira. Paulo e Lúcia cresceram juntos no Bairro Horizonte debaixo da asa de Fernanda e tornaram-se inseparáveis. Trabalham ambos para a organização criminosa de Ângelo. Apesar de estar envolvido em esquemas, recebeu os valores certos, e balanceia muitas vezes entre o bem e o mal. A amizade de Paulo será posta à prova quando este, a pedido dela, se aproxima de Aurora e acaba por apaixonar-se por esta.

### Irene Guerra
- Interpretada por Mafalda Vilhena[10]

Tem 54 anos e é diretora do Teatro Paraíso. É manipuladora, egoísta, gananciosa e indelicada. Tem pavor a envelhecer, por isso, usa e abusa de cremes e de tratamentos. Sempre quis ser atriz, mas criar e cuidar de Aurora sobrepôs-se a este sonho. A falta de talento também, mas isso nunca vai admitir, a si ou aos outros. Inveja a carreira da filha e gostaria de ter sido ela a ter aquele percurso. Como atribui o sucesso de Aurora ao seu próprio empenho e sacrifício, acha-se no direito de ficar com a maior parte dos lucros, roubando a própria filha, com a conivência e ajuda do marido, Júlio, que trai com Marcelo, o seu melhor amigo e criador da série A Casa da Aurora.

### Júlio Guerra
- Interpretado por António Fonseca[10]

Tem 55 anos e é advogado e diretor do Teatro Paraíso. É um homem manipulável, ambicioso, mentiroso, sonso e completamente apaixonado pela mulher. Deixou a primeira mulher por Irene, rendeu-se aos seus sonhos e faz tudo por ela, incluindo roubar a própria filha. Convence-se de que as suas ações são para o bem de Aurora, inclusivamente quando foge ao fisco, realidade que a própria Irene desconhece. O amor é o seu calcanhar de Aquiles. Apesar de ser um homem pragmático, quando descobrir que Irene o trai, vai deixar-se levar pela emoção e criar um desastre financeiro.

### Vera Nascimento
- Interpretada por Victoria Guerra[10]

Tem 38 anos e é economista e gestora da ‘Ponto Sem Nó’. É uma mulher inteligente, perspicaz, obsessiva, profissional, ambiciosa, insegura e frágil – embora use uma capa que mostra confiança. Quase se considera uma crente no amor à primeira vista, uma vez que foi isso que lhe aconteceu quando conheceu Fred. Não deseja ser mãe e receia que, no futuro, isso prejudique o seu casamento. Como prova de amor a Fred, usou o dinheiro das suas poupanças para o livrar de apuros na empresa onde ambos trabalhavam, mas acabam por ser apanhados. Vem para Portugal para o ajudar a tirar a empresa do marido da bancarrota. Será rival de Aurora e fará de tudo para afastá-la de Fred.

## Personagens recorrentes

### Miguel Castilho
- Interpretado por Renato Godinho[13]

Tem 40 anos e é ator. Miguel começou a carreira aos 10 anos. Vive preocupado em ser dispensado da sua carreira de ator por estar a envelhecer. É casado com Silvina e tem uma filha, Rita, que ele não sabe que tem problemas de auto-estima. Miguel é conhecido por ser uma diva e não assume os tratamentos estéticos que faz. Não gosta do jovem ator Roberto Baptista, porque acha que são estes miúdos da nova geração que lhe vão tirar o trabalho.
Miguel interpreta a personagem fictícia Alexandre «Alex» em A Casa da Aurora (posteriormente denominada de A Casa dos Silva).

### Ângelo Tavares
- Interpretado por Marco d'Almeida[15]

Tem 53 anos e é o “chefe” do Bairro Horizonte. Ganha dinheiro com assaltos, roubos de carros e burlas. É manipulador, ganancioso, duro, calculista e frio. Ângelo é conhecido como o “Pablo Escobar do Bairro” e não hesita em utilizar todos os meios para aumentar o seu poder sobre o Bairro Horizonte, incluindo recrutar crianças, jovens e idosos para cometer crimes. Apesar de algumas pessoas no bairro fecharem os olhos às suas atividades ilegais, porque ele as ajuda em outras coisas, outros odeiam-no. Fernanda, a avó de Paulo, acredita que Ângelo é o responsável pela morte da filha e trava uma batalha constante contra ele, até porque sabe um segredo bem mais negro que esconde do criminoso. Ele verá Fred, o novo impulsionador da Associação, como seu inimigo e fará tudo para tirá-lo do seu caminho.

### Gabriela Santos
- Interpretada por Carolina Loureiro[16]

Tem 25 anos e é funcionária da mercearia do Bairro Horizonte. É resiliente, leal, trabalhadora e é uma das primeiras “formigas” de Ângelo, líder do crime no bairro. Mas ela esconde um segredo de Ângelo: frequenta a Associação do Bairro para treinar boxe com Fred, encontrando uma fuga da vida do crime e possivelmente um novo caminho como lutadora profissional. Quando Gabriela descobrir que Ângelo é responsável pelo desaparecimento do seu pai, a sua lealdade a ele será testada e Gabriela pode estar determinada a tomar o lugar dele como dona do bairro.

### Fernanda «Nanda» Peixoto
- Interpretada por Márcia Breia[17]

Tem 64 anos e é costureira na loja ‘Ponto Sem Nó’. É uma mulher honesta, forte, corajosa, frontal, justa e está sempre disponível a ajudar toda a gente. Prepara muitas vezes marmitas para ajudar as famílias mais carenciadas. É a avó do Bairro Horizonte. Generosa e sempre preocupada com os outros, não nega abrigo, nem um prato de comida a quem precise. Quando soube que Lúcia tinha sido abandonada, não hesitou em acolhê-la, criando-a, juntamente com o neto, Paulo. Honesta e trabalhadora, está longe de imaginar que o neto escolheu o caminho mais fácil e trabalha para o homem que mais odeia. Nanda está convencida que Ângelo usou a sua filha como escudo para não ser morto pela polícia e odeia-o com todas as suas forças. Sem papas na língua é das poucas moradoras do bairro que o enfrenta.

### Daniela Teixeira
- Interpretada por Melânia Gomes[17]

Tem 37 anos e é atriz. É melhor amiga de Aurora, dentro e fora da série onde trabalha como atriz. Há dois anos, sofreu um acidente de carro e o seu marido teve morte imediata. Daniela e a filha, Alice, vinham a dormir e de nada ou pouco se lembram. Desde esse dia, vive obcecada em descobrir quem é que provocou o acidente e fugiu. Está longe de imaginar que irá apaixonar-se pelo homem que lhe destruiu a vida. É uma mãe presente, sensível, carinhosa, genuína e atenta, que vê na sua filha a razão para se levantar da cama todos os dias. Tem um problema sério com o álcool, que começou com a morte do marido e que irá interferir com a sua carreira.
Daniela interpreta a personagem fictícia Bruna Silva em A Casa da Aurora (posteriormente denominada de A Casa dos Silva).

### Matilde Silvestre
- Interpretada por Noémia Costa[19]

Tem 65 anos e é atriz. É uma conceituada atriz de teatro de revista e tem vivido em função da carreira. É uma mulher respeitada, de espírito livre, generosa, empática e alegre, o oposto da personagem que tem de interpretar, o que lhe trará grandes dissabores, quando o público não conseguir distinguir a ficção da realidade. Gosta muito do seu filho Manel, mas carrega um sentimento de culpa por ter sido uma mãe ausente, para se dedicar à carreira, e sabe que o pai o estragou com mimo. É uma verdadeira defensora das mulheres e, por isso, quando o filho estiver em rutura com a nora, Matilde não hesitará em apoiar Teresa.
Matilde interpreta a personagem fictícia Arlete Silva em A Casa da Aurora (posteriormente denominada de A Casa dos Silva).

### Gustavo Silvestre
- Interpretado por Carlos Areia[19]

Tem 65 anos e é professor de Português reformado, dedicando-se agora a dar explicações. É um homem de família, sensato, caseiro, calmo e com um espírito paternal muito vincado. Afinal foi ele quem cuidou do seu filho enquanto a mulher se dedicava à carreira. É, por isso, muito protetor em relação a Manel, estando sempre atento a qualquer necessidade do filho, mimando-o em excesso e defendendo-o sempre. É muito organizado e está habituado às tarefas domésticas. É apaixonado por livros, séries e podcasts policiais e não dispensa um bom enigma. Passou essa paixão pela investigação ao seu filho, que abraçou a profissão de investigador privado.

### Marina Bezerro
- Interpretada por Sandra Faleiro[17]

Tem 47 anos e é empregada doméstica e costureira. É honesta, uma mãe dedicada e uma mulher com muita paciência para aturar as manhas do marido. Marina é a dedicada empregada doméstica da Família Guerra e trabalha em part-time na ‘Ponto Sem Nó’, uma loja de arranjos de costura. Mora no Bairro Horizonte com o marido, Joel, e os dois filhos: Zen e Denise. É carinhosa, trabalhadora, mas, segundo a filha, falta-lhe ambição. Mas tudo irá mudar quando Marina descobrir que tem um gosto muito particular: a adrenalina da vida do crime, que irá trazer um novo fôlego à sua vida conjugal, mas poderá também trazer-lhe grandes dissabores.

### Joel Bezerro
- Interpretado por Pedro Lacerda[17]

Tem 50 anos e saltita de trabalho em trabalho. Tem um espírito sindicalista e reivindicativo, mas num sentido egoísta: só lhe interessa a situação dele. É trapalhão e recorre à mentira por boas razões, sobretudo para não desapontar a família. Casado com Marina e pai de dois filhos, Zen e Denise, Joel sempre foi um pai atencioso e amoroso, mas com um enorme defeito: é um sindicalista fervoroso, o que o leva a perder todos os empregos que arranja. Devido a este feitio, acaba por fazer trabalhos para Ângelo, um criminoso do seu bairro. Quando é descoberto por Marina, pensa que a sua vida com ela acabou, mas está enganado, pois o crime vem dar um novo fôlego ao seu casamento.

### Silvina Castilho
- Interpretada por Patrícia Tavares[13]
  - A personagem tem um pseudônimo com o nome de Henrique Divo

Tem 44 anos e é dona do restaurante ‘Atasca’. É inteligente e tem um forte espírito comercial. É muito ciumenta e insegura em relação ao marido. Tem o coração na boca e muitas vezes perde as estribeiras. Silvina é uma mulher apaixonada pelo seu marido, Miguel, e está determinada a fazer com que o seu restaurante tenha sucesso. Usa várias artimanhas para promovê-lo e carrega nos preços para turistas estrangeiros. No entanto, a sua insegurança e os ciúmes excessivos em relação a Miguel fazem com que esteja sempre a vasculhar a sua vida, ao ponto de isso pôr em risco o seu casamento.

### Roberto Batista
- Interpretado por Diogo Martins[13]

Tem 20 anos e é ator. É humilde, tímido, divertido e discreto. Gosta de jogos online e vai partilhar com Rita essa paixão. Nasceu e cresceu em Braga, mas o desejo de apostar na carreira levou-o até Lisboa. Mesmo sem o apoio dos pais, que ansiavam que ele terminasse o curso de enfermagem, Roberto seguiu atrás do seu sonho. Fez o casting para um papel na série “A Casa da Aurora” e ficou com o lugar por mérito próprio. Dotado de um talento natural para representar, Roberto é obrigado a lidar com a intensidade e o dramatismo da ex-namorada, Inês, que não aceita que a relação tenha chegado ao fim.
Roberto interpreta a personagem fictícia Rui Silva em A Casa da Aurora (posteriormente denominada de A Casa dos Silva).

### Inês Freitas
- Interpretada por Isabela Valadeiro[19]

Tem 25 anos e é argumentista estagiária. Inês é dramática, intensa e criativa. É a melhor aluna do curso de Cinema e Audiovisual e a nova estagiária do conceituado argumentista Marcelo Pimenta. Possessiva, inteligente e ambiciosa, Inês é uma mulher do Norte, bastante frontal. De tal forma que perde facilmente a compostura. Apaixonada por Roberto, não consegue aceitar que a relação possa ter chegado ao fim. Sem qualquer tipo de pudor, vai usar o seu poder para alterar o destino da personagem de Roberto, pressionando-o a fazer aquilo que ela quer.

### Manuel Silvestre
- Interpretado por Miguel Raposo[13]

Tem 36 anos e é investigador e sócio da ‘Debaixo d'Olho’. É curioso, astuto e bonacheirão. Se na agência é o cúmulo da organização, em casa é o caos. Adora a sua profissão e tem estado mais focado nas investigações do que no casamento. É filho da atriz Matilde Silvestre e do professor reformado Gustavo Silvestre, com quem tem uma relação muito próxima. Manel herdou do pai a paixão pelos livros policiais e pelo mistério. Queria ter sido polícia, mas acabou por se tornar num detetive privado, partilhando a profissão com a mulher e sócia, Teresa. Manel é calmo, bonacheirão e menino do papá. Acha-se o melhor detetive do mundo, até descobrir que andou a ser enganado mesmo debaixo do seu nariz…

### Denise Bezerro
- Interpretada por Sofia Arruda[13]

Tem 24 anos e é empregada de mesa no restaurante ‘Atasca’. Tenta usar os atores e atrizes que o frequentam para atingir o seu objetivo. É a irmã mais nova de Zen e filha de Marina e Joel Bezerro. Desde criança, sempre sonhou em ser famosa e rica. Veste-se de uma maneira sensual, com decotes exagerados, e tem uma aparência atraente. É bonita, inteligente, culta e provocante, atributos que vai usar para conseguir tudo o que quer.

### Diogo «Diego» Caseiro
- Interpretado por Igor Regalla[13]

Tem 27 anos e é maquilhador e figurinista. É alegre, generoso, moderno e muito talentoso. Tem sempre uma palavra amiga para dar a quem precisa. Ao procurar a sua independência financeira, encontra a oportunidade de trabalhar como maquilhador e figurinista na produção de Aurora. Na entrevista de emprego, decidiu apimentar o nome e porquê? É que uma das condições para que fosse admitido era não demonstrar qualquer tipo de interesse por Aurora, uma vez que todos os que trabalharam de perto com ela, acabaram apaixonados e Irene não quer que isso volte a acontecer, por isso, tornou o nome mais feminino e disse que era gay, apesar de estar muito longe disso…

### Telma «Donatela» Castanheiro
- Interpretada por Vera Moura[17]

Tem 25 anos e é costureira na ‘Ponto Sem Nó’. Embora se chame Telma, quer ser conhecida por Donatela, como a designer. É o seu sonho, deixar de ser costureira para criar as suas próprias peças. É divertida, fala alto, não tem papas na língua e tem um grande coração. Mas a sua ambição, muitas vezes, fala mais alto e pode metê-la em grandes problemas…

### José Nuno «Zen» Bezerro
- Interpretado por João Arrais[17]

Tem 27 anos e trabalha no ‘Café de Notícias’. Zen nasceu numa família modesta no Bairro Horizonte. Sofre de déficit de atenção, mas, como nunca foi diagnosticado, é apenas um cabeça na lua, não sendo um funcionário muito despachado. O seu objetivo de vida é ajudar os pais a mudarem-se para uma casa melhor, longe do bairro e amealha dinheiro desde criança, não fazendo ideia da quantia que já conseguiu juntar até agora. É muito conversador e adora inventar histórias. É distraído, generoso, dedicado e sonhador.

### Teresa Silvestre
- Interpretada por Cleia Almeida[17]

Tem 35 anos e também é investigadora e sócia da empresa ‘Debaixo d'Olho’. Formada em psicologia, Teresa nunca exerceu a profissão porque se dedicou por completo à agência de investigação privada. Curiosa, desconfiada e intuitiva, Teresa é uma investigadora muito perspicaz. Por vezes, o seu entusiasmo, confunde-se com histerismo. É casada com Manuel, por quem é apaixonada. Viu a chama da paixão esmorecer, por culpa do marido e arranjou um amante. Quando o segredo de Teresa for desvendado pelo próprio marido, a vida do casal mudará por completo e os dois competirão pela empresa da forma mais insólita possível.

### Pedro Dinis
- Interpretado por João Vicente[17]

Tem 40 anos e é dono do ‘Café de Notícias’. É um homem culto, criativo, cobarde e paciente… até ao momento em que se metem com as pessoas de quem gosta. Pedro vê a sua vida virada do avesso, quando causa um acidente mortal. Rapidamente, descobre que o homem que matou era marido de uma famosa atriz e começa a segui-la de longe. Transformando-se, depois do acidente e ficando emocionalmente instável, acaba por divorciar-se e despedir-se da redação onde trabalhava como jornalista. Numa tentativa de atenuar a culpa, Pedro decide abrir o “Café de Notícias”, perto da casa onde Daniela e Alice moram, abraçando a tarefa de anjo da guarda das duas.

### Rita Castilho
- Interpretada por Diana Palmerston[17]

Tem 17 anos e é estudante. Rita é uma rapariga insegura e com dificuldade em sentir-se à altura das expectativas dos outros. É tímida, uma excelente aluna e odeia o mundo dos famosos. Gosta de jogar jogos online e é aqui que se sente confortável para ser quem quiser. É filha de pais exigentes e conflituosos, que querem que ela siga medicina, mas ela tem dúvidas se é essa a área que quer seguir. Quando conhece Roberto apaixona-se, longe de imaginar que ele é o seu grande rival nos jogos online.

### Alice Teixeira
- Interpretada por Beatriz Forjaz[17]

Tem 17 anos e é estudante. Vive com saudades do pai e teve de crescer à força, para amparar a mãe. Alice estava com os pais no acidente de viação, que vitimou mortalmente o seu pai, mas ao contrário da mãe, ela sente muita raiva dele, pois, dias antes, descobriu que ele tinha outra pessoa. Para superar o acidente e o luto, tem sessões com uma psicóloga, que lhe deu como tarefa escrever um diário e ela fá-lo em formato de vídeo. É lá que exterioriza aquilo que sente e que não ousa partilhar com a mãe. Nesta relação mãe-filha, os papéis estão claramente invertidos e é mais Alice que toma conta de Daniela do que vice-versa. Obrigada a crescer demasiado rápido, é bastante madura para a idade que tem e é dona de um desconcertante humor negro, que usa para animar a mãe.

## Participação especial

### Marcelo Pimenta
- Interpretado por Joaquim Monchique[23][24]

Tem 48 anos e é argumentista e encenador. É convencido, interesseiro, arrogante, ditador e passa a vida a gritar. Gosta de ser o centro das atenções e não admite mediocridade. Criou uma série de humor líder de audiências durante cinco anos, é um argumentista conceituado, autor de “A Casa da Aurora” (posteriormente denominada de A Casa dos Silva) e do musical “Lisboa Não Sejas Estrangeira“, o qual também encena com pulso de ferro. É um dos amantes de Irene, mas sonha ocupar o lugar de Júlio.

## Personagens adicionais
- João Pedro Vaz - Léo
- Carla Salgueiro - Bárbara
- Rodrigo Moreno - Rui Neves «Rouxinol»
- Susana Blazer - Ema Azevedo
- Guilherme Félix - João «Jô»
- Mané Ribeiro - fã de Aurora no Posto
- António Machado - realizador da sitcom
- Leonor Felgar - Chita
- David Personne - turista
- Armando Guilherme - Tiago
- Margarida Cardeal - Carina
- Nuno Nolasco - Mike
- Pedro Emauz - Monas
- Ruben Rolo - Rato
- Tiago Retré - Carlos Ribalta
- David Mesquita - bailarino
- Rui Dionísio - E. Pelicano
- Ruben Simões - rapaz
- Pedro Jesus - Mendes
- Patrícia Fonseca - Carol
- Ivo Alexandre - Filipe
- Carlos Sebastião - agente da polícia
- Rafael Gomes - Nelson
- João Ascenso - médico
- Cláudia Semedo - apresentadora da gala
- Teresa Cortê-Real - enfermeira
- Flávio Tomé - amante
- Miguel Sermão - psicólogo
- Jorge Magalhães - médico
- Zita Milene - repórter
- Nathalia Rossetti - fotógrafa
- Margarida Bento - Patrícia
- Joel Branco - amigo de Júlio
- Nina Névoa - assistente de Filipe
- Gonçalo Oliveira - advogado
- Peter Michael - médico
- Helena Falé - senhora idosa
- Luís Pacheco - médico
- Lialzio Vaz de Almeida - Nuno
- Ruben Madureira - Francisco
- Marina Albuquerque - Maria do Rosário Rocha
- Eurico Lopes - ator